# Dmitrij Kulagin
Dmitrij Andreevič Kulagin (in russo Дмитрий Андреевич Кулагин?; Mosca, 1º luglio 1992) è un cestista russo.
Ha un fratello minore, Michail, anch'egli cestista.

## Carriera
Con la Russia ha disputato due edizioni dei Campionati europei (2013, 2017).

## Statistiche

### Eurolega
| Anno       | Squadra              | PG | PT | MP   | TC%  | 3P%  | TL%  | RP  | AP  | PRP | SP  | PP  |
| ---------- | -------------------- | -- | -- | ---- | ---- | ---- | ---- | --- | --- | --- | --- | --- |
| 2015-2016† | CSKA Mosca           | 18 | 1  | 5,4  | 44,8 | 25,0 | 0,0  | 0,7 | 0,5 | 0,1 | 0,0 | 1,6 |
| 2016-2017  | CSKA Mosca           | 17 | 5  | 10,3 | 37,3 | 30,0 | 80,0 | 1,5 | 1,2 | 0,3 | 0,1 | 3,9 |
| 2021-2022  | Zenit S. Pietroburgo | 17 | 7  | 19,1 | 40,7 | 42,5 | 46,7 | 1,5 | 2,4 | 0,6 | 0,3 | 5,5 |
| Carriera   | Carriera             | 52 | 13 | 11,5 | 40,1 | 35,4 | 57,7 | 1,2 | 1,3 | 0,3 | 0,1 | 3,7 |

### Eurocup
| Anno      | Squadra              | PG | PT | MP   | TC%  | 3P%  | TL%  | RP  | AP  | PRP | SP  | PP   |
| --------- | -------------------- | -- | -- | ---- | ---- | ---- | ---- | --- | --- | --- | --- | ---- |
| 2014-2015 | Zenit S. Pietroburgo | 10 | 9  | 29,3 | 38,8 | 31,2 | 78,3 | 3,3 | 2,4 | 0,8 | 0,2 | 10,9 |
| 2017-2018 | Lokomotiv Kuban'     | 18 | 4  | 24,5 | 45,9 | 34,0 | 84,7 | 3,6 | 3,8 | 0,6 | 0,6 | 11,2 |
| 2018-2019 | Lokomotiv Kuban'     | 17 | 8  | 25,3 | 43,4 | 39,7 | 77,8 | 3,1 | 2,9 | 0,6 | 0,4 | 12,7 |
| 2019-2020 | Lokomotiv Kuban'     | 9  | 8  | 27,7 | 39,3 | 31,7 | 83,3 | 4,1 | 3,6 | 0,8 | 0,0 | 10,9 |
| Carriera  | Carriera             | 54 | 29 | 26,2 | 42,5 | 34,5 | 81,6 | 3,4 | 3,2 | 0,7 | 0,4 | 11,6 |

## Palmarès

### Squadra
- VTB United League: 3

CSKA Mosca: 2015-16, 2016-17
Zenit San Pietroburgo: 2021-22
- Coppa di Russia: 2

Krasnye Kryl'ja Samara: 2012-13
Lokomotiv Kuban': 2017-18
- Supercoppa VTB United League: 1

Zenit San Pietroburgo: 2022
- EuroChallenge: 1

Krasnye Kryl'ja Samara: 2012-13
- Eurolega: 1

CSKA Mosca: 2015-16

### Individuale
- VTB United League Young Player of the Year: 1

Triumf Ljubercy: 2013-2014
- All-Eurocup Second Team: 1

Lokomotiv Kuban': 2017-2018
- VTB United League Defensive Player of the Year: 1

Lokomotiv Kuban': 2017-2018
- MVP Coppa di Russia: 1

Lokomotiv Kuban': 2017-2018